# البروس
کوه البروس، بلندترین قلّه در قاره اروپا و روسیه است که در  رشته کوه قفقاز و به‌طور دقیق‌تر در قفقاز بزرگ قرار دارد. 

نام این قله، با نام قلهٔ البرز هم‌ریشه است و هر دو شکلی از یک واژهٔ فارسی میانه هستند که به واژه شناسی آن به شرح ذیل هست: در اوستا «هره برزَیتی» Harā Bərəzaitī پهلوی «هربرز» مرکب از دو جزء: هر، به معنی کوه و برز به معنی بالا و بلند و بزرگ. در ادبیات پارسی «برزکوه» هم به معنی البرز آمده و ترجمهٔ تحت‌اللفظی آن است.[۶] در زبان کردی (هر) به معنای همیشه است پس هر برز به معنای همیشه بلند است  هستند.
- این کوه شامل دو قلهٔ غربی(اصلی) با ارتفاع ۵٬۶۴۲ متر و قله شرقی با ارتفاع ۵۶۲۱ متر است.[۲]